# Bucket hat (lied)
Bucket hat is een lied van de Nederlandse rapper Hekje31. Het werd in 2022 als single uitgebracht en stond in 2023 op het album R.A.P..

## Achtergrond
Bucket hat is geschreven door Hekje31 en geproduceerd door Gubes. Het is een nummer dat past in de genres nederhop en drillrap. In het lied rapt Hekje31 over zijn straatleven. In de bijbehorende videoclip zijn vele rappers uit Holendrecht te zien met een bucket hat op. Het is de eerste en anno 2023 de enige hit uit de carrière van Hekje31.

## Hitnoteringen
De artiest had bescheiden succes met het lied in Nederland. Het stond op de 93e plaats van de Single Top 100 in de enige week dat het in deze hitlijst te vinden was. De Top 40 en haar Tipparade werden niet bereikt.